# Сабур-Мачкаси
Сабу́р-Мачка́си (рос. Сабур-Мачкасы, ерз. Сабур-Мачкасы) — село у складі Чамзінського району Мордовії, Росія. Входить до складу Комсомольського міського поселення.

## Населення
Населення — 464 особи (2010; 447 у 2002).
Національний склад (станом на 2002 рік):
- росіяни — 83 %